# Cầu Đuống
Cầu Đuống là một cây cầu đường bộ và đường sắt bắc qua sông Đuống, trên Quốc lộ 1 cũ, nối phường Việt Hưng với xã Phù Đổng, Hà Nội. Với nhịp giữa có thể xoay được khi thông xe năm 1902, đây được coi là cây cầu xoay thứ hai tại Việt Nam, hoàn thành cùng lúc với cầu Tam Bạc ở Hải Phòng và chỉ sau cầu Quay ở Mỹ Tho, Tiền Giang hoàn thành những năm 1890.
Cầu này được chính quyền thực dân Pháp xây vào cuối thế kỷ 19 và được thông xe vào năm 1902, cùng thời với cầu Long Biên. Cầu lúc đó có 5 nhịp, 2 mố và 5 trụ. Các mố và trụ có móng bằng giếng chìm, có khả năng chịu đựng lưu lượng dòng chảy là 4.500 m³/s. Nhịp chính giữa là nhịp xoay, nằm trên trụ số 3 là một trụ tròn. Mỗi khi có tàu bè, nhịp này có thể xoay để tàu bè qua lại được dễ dàng. Cầu bắc chéo dòng chảy của sông một góc khoảng 45°.
Trong Chiến tranh Việt Nam, cầu Đuống đã bị máy bay Mỹ ném bom đánh hỏng. Để dùng tạm, người ta đã gia cố trụ cầu và thay nhịp cầu. Từ đó, nhịp chính giữa không còn là nhịp xoay.
Sau chiến tranh, cầu được xây lại ở đúng vị trí cũ. Cầu mới được thông xe vào năm 1981. Cầu này không còn các trụ số 2 và 4, nghĩa là cầu chỉ còn 3 trụ, để tạo thuận lợi cho thuyền bè qua lại. Tuy nhiên, điều này vẫn không làm cho các thuyền bè qua lại dễ dàng nếu vào mùa mưa lũ do tĩnh không thấp. Dầm cầu làm bằng hợp kim thép do Trung Quốc chế tạo riêng cho cầu Đuống. Mặt cầu làm từ các bản bê tông cốt thép. Cầu được thiết kế cho các xe có trọng tải trục trước 3,9 tấn và trục sau 9,1 tấn.
Chiều dài của cầu là 225 mét. Đường sắt trên cầu là loại đường sắt đơn khổ 1435 mm, chạy chính giữa cầu. Hai bên là đường cho các phương tiện giao thông cơ giới và thô sơ đi lại theo hai chiều riêng biệt.
Từ nhiều năm nay, các phương tiện giao thông có trọng tải lớn hơn trọng tải cho phép của cầu vẫn được đi qua vì đây là tuyến giao thông huyết mạch. Điều này khiến cho cầu bị xuống cấp nghiêm trọng.
Ngày 3 tháng 10 năm 2017, phía hạ lưu cầu Đuống xuất hiện vết nứt tại vị trí tiếp giáp giữa tứ nón và tường cánh mố cầu. Điều tương tự đã từng xảy ra cách đó không lâu. Hay gần đây, tháng 8 năm 2019, mặt cầu hướng sang quận Long Biên xuất hiện chi chít ổ voi, ổ gà trơ khung sắt gây nguy hiểm cho người tham gia giao thông, nhưng không được sửa chữa. Hiện tại, tải trọng cho phép qua cầu là 13 tấn, nhưng thực tế rất nhiều xe quá tải, xe container vẫn qua cầu thường xuyên.
Tháng 3 năm 2019, Bộ Giao thông vận tải đề xuất 2 phương án xây dựng lại cầu Đuống, tách riêng đường sắt và đường bộ. Đây là 1 trong 14 cây cầu sẽ được Thành phố Hà Nội xây dựng trong tương lai (cùng với cầu Giang Biên bắc qua sông Đuống). Cây cầu dành cho đường bộ dự kiến là cầu Đuống 2, có vị trí cách cầu Đuống hiện tại khoảng 100m về phía hạ lưu, phần đường sắt sẽ được tách riêng, dự kiến xây dựng cầu đường sắt trùng với vị trí trên tuyến đường sắt đô thị số 1 Hà Nội, tuyến Ngọc Hồi – Yên Viên. Tuy nhiên, do tuyến đường sắt số 1 chậm tiến độ đến hơn 10 năm, nên dự án này vẫn còn bỏ ngỏ trên giấy, mặc dù cầu Đuống đã xuống cấp rất nghiêm trọng, gây khó khăn cho giao thông đường bộ trên tuyến Quốc Lộ 1A (cũ), cùng với đó cản trở giao thông đường thủy, do tĩnh không của cầu rất thấp, nhất là vào mùa lũ.
Ngày 22 tháng 7 năm 2023, dự án cầu Đuống mới tách khỏi đường bộ và đường sắt chính thức được khởi công xây dựng và dự kiến hoàn thành sau 2 năm.